# Doretta (Hausgans)
Doretta (später auch Schröder genannt; * Juni 2000 in Mecklenburg; † Mai 2009 in Berlin) war ein Ganter, der als vorgesehene Weihnachtsgans des damaligen deutschen Bundeskanzlers Gerhard Schröder bekannt wurde.

## Leben
Doretta schlüpfte Anfang Juni 2000 auf einem Biohof in Mecklenburg. Als Gerhard Schröder im August 2000 unter anderem Brandenburg bereiste, bestellte er die vermeintliche Gans in Lenzen, wo sie zusammen mit 700 weiteren Tieren auf einer Weide der Landschaftspflege GmbH gemästet wurde. Sie wog 7,5 Kilogramm, als sie im Dezember 2000 auf einem ökologisch geführten Hof in Gladebeck (Niedersachsen) geschlachtet werden sollte.
Angeblich auf Intervention der damals neunjährigen Tochter seiner Frau Doris Schröder-Köpf entschied Schröder, Doretta nicht schlachten zu lassen. Jedoch hatten Boulevardzeitungen zuvor appelliert, dem Tier Gnade zu erweisen und sich den US-Präsidenten Bill Clinton zum Vorbild zu nehmen, der auf einen Truthahn zu Thanksgiving verzichtet und jeweils einem Truthahn das Leben geschenkt hatte. Doretta kehrte aus Niedersachsen nach Lenzen zurück. Schröder und seine Familie besuchten den Ganter dort nicht. Stattdessen widerfuhr ihm dort ein Journalistenansturm. 2001 stellte sich heraus, dass Doretta keine Gans, sondern ein Ganter war.
Schröder finanzierte bis 2005 seinen Unterhalt, indem er jährlich einen Verrechnungsscheck schickte. Die Pflege war nur für die Dauer der Kanzlerschaft vereinbart worden. Für Schröders Nachfolgerin im Kanzleramt, Angela Merkel, war Doretta kein Thema. Die Zuständigkeit übernahm der Berliner Verein „Leben mit Tieren“.
Im Juni 2006 zog Doretta nach Berlin um und wurde im Tiergehege eines Seniorenpflegeheims in Zehlendorf untergebracht. Dort benannten die Bewohner Doretta in „Schröder“ um. Als einziger Ganter des Geheges war das Tier unglücklich, deswegen wurde ihm eine Gans zur Gesellschaft gegeben, die von den Heimbewohnern „Angela“ getauft wurde. Der Ganter starb im Mai 2009 an einem Lebertumor. Seine Gefährtin bekam einen anderen Ganter als Gesellschaft, der den Namen „Tyson“ nach dem US-amerikanischen Boxer Mike Tyson erhielt.